# 영상 분할

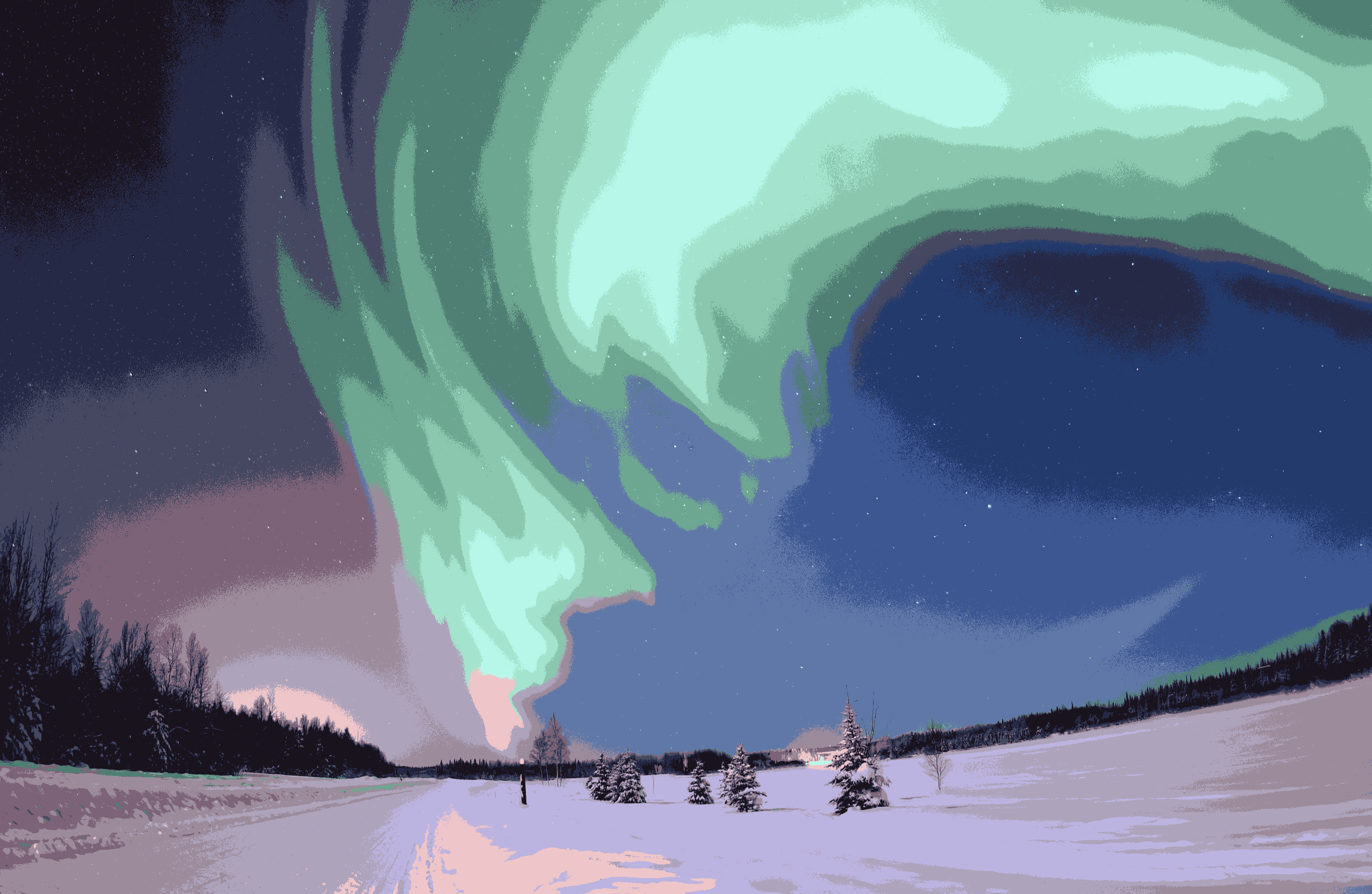

컴퓨터 시각에서 분할은 디지털 영상을 여러 개의 픽셀 집합으로 나누는 과정을 말한다.
분할의 목적은 영상의 표현을 좀 더 의미있고 해석하기 쉬운 것으로 단순화하거나 변환하는 것이다. 영상 분할은 특히 영상에서 물체와 경계(선, 곡선)를 찾는데 사용된다.
영상 분할의 결과는 전체 영상을 집합적으로 포함하는 지역의 집합이거나, 영상으로부터 추출된 윤곽의 집합이다 (윤곽선 검출 참조). 지역에서 각각의 픽셀은 색, 밝기, 재질과 같은 어떤 특징이나 계산된 속성의 관점에서 유사하다. 인접한 지역은 동일한 특징의 관점에서 현저하게 다르다.
영상 분할의 실용적인 응용은 다음과 같다:
- 의료 영상[2]
  - 종양과 질병의 검출
  - 혈관의 부피 측정
  - 컴퓨터의 도움을 받은 수술
  - 진단
  - 치료 계획
  - 해부학적 구조의 연구
- 위성 영상에서 도로, 숲 등과 같은 대상의 검출
- 얼굴 인식
- 지문 인식
- 자동 교통 제어 시스템
- 기계 시각

일부 범용의 알고리즘과 기술이 영상 분할을 위해 개발되었다.
영상 분할 문제에서 일반적인 해법이 없기 때문에 이러한 기술들은 문제 영역의 영상 분할 문제를 효과적으로 해결하기 위해 영역의 지식과 종종 결합되어야 한다.

## 클러스터링 방법
K-평균 알고리즘은 영상을 K 클러스터로 분할하는데 사용하는 반복적 기술이다.
기본적인 알고리즘은 다음과 같다:

## 같이 보기
- 컴퓨터 시각
- 자료 클러스터링
- K-평균 알고리즘
- 그래프 이론
- 히스토그램

## 참조
1. 1 2  Linda G. Shapiro and George C. Stockman (2001): “Computer Vision”, pp 279-325, New Jersey, Prentice-Hall, ISBN 0-13-030796-3
2. ↑  Dzung L. Pham, Chenyang Xu, and Jerry L. Prince (2000): “Current Methods in Medical Image Segmentation”, Annual Review of Biomedical Engineering, volume 2, pp 315-337